# Hilzingen
Hilzingen là môt thị xã nằm ở huyện Konstanz, thuộc bang Baden-Württemberg, Đức.